# قبو قحفي

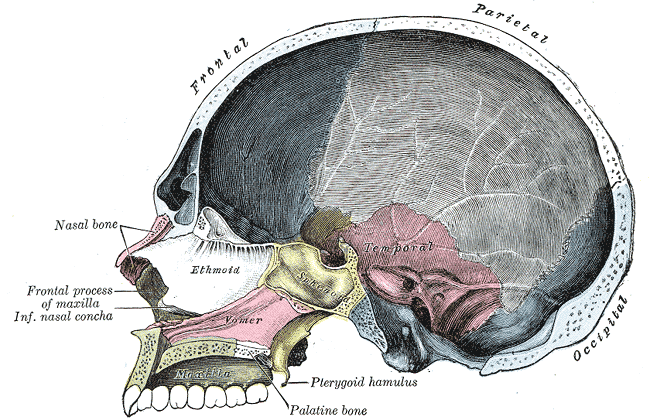
مقطع سهمي من جمجمة بشرية، يُظهر تجويف الجمجمة.

القبو القحفي (بالإنجليزية: Cranial vault)‏ هو الفراغ الموجود في الجمجمة داخل القحف العصبي، والذي يشغله الدماغ.

## النمو
في الأطفال حديثي الولادة عند البشر يكون القبو القحفي متكوناًَ بشكل غير كامل، وذلك للسماح لرأس الإنسان الكبير بالمرور عبر قناة الولادة. أثناء الولادة تتحرك العظام المختلفة المرتبطة بالغضاريف والأربطة فقط نسبيًا مع بعضها البعض. يبقى الجزء المفتوح بين العظام الرئيسية للجزء العلوي من التجويف -المسمى اليافوخ- لينًا في العادة لمدة تصل إلى عامين بعد الولادة.
مع إنغلاق اليافوخ يفقد لتجويف بعض المرونة، وتبقى الدرز بين العظام حتى سن 30 إلى 40 سنة مما يسمح بنمو الدماغ. حجم القبو القحفي يتناسب طرديا مع حجم الجمجمة ويتم تطويره في وقت مبكر.
يظل حجم وشكل الدماغ والتجويف المحيط ليناً تمامًا مع نمو الدماغ في مرحلة الطفولة. في العديد من المجتمعات القديمة تم تغيير شكل الرأس لأسباب جمالية أو دينية عن طريق ربط القماش أو الألواح بإحكام حول الرأس أثناء الطفولة. من غير المعروف ما إذا كان هذا التشوه الاصطناعي في الجمجمة له تأثير في قوة الدماغ.

## التطور

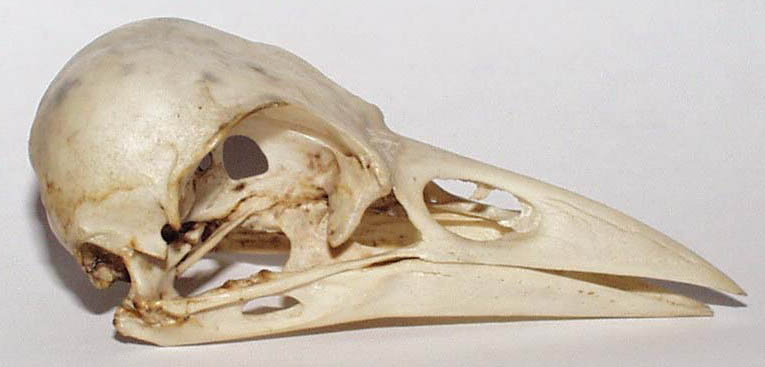
جمجمة غراب الجيف، تظهر التجويف المتضخم الموجود في الطيور.

يتكون القبو القحفي من بطانة القحف المكونة للأجزاء القاعدية، ويعلوها سقف الجمجمة في الفقاريات الأرضية.
في الأسماك لا يوجد قبو قحفي مميز على النحوالموجود في الفقاريات الأرضية، بدلاً من ذلك تتكون الجمجمة من عظام مفصلية فضفاضة. نشأ القبو القحفي كوحدة متميزة مع اندماج سقف الجمجمة وبداخل القحف بشكلٍ مبكر في تيهيات الأسنان. في البرمائيات والزواحف يكون القبو القحفي صغيرًا إلى حد ما وغير واضح ويشكل فقط أقباء مناسبة في الثدييات والطيور.